# Centreville (Illinois)
Centreville és una població dels Estats Units a l'estat d'Illinois. Segons el cens del 2000 tenia 5.951 habitants.

## Demografia
Segons el cens del 2000, Centreville tenia 5.951 habitants, 2.125 habitatges, i 1.476 famílies. La densitat de població era de 530,6 habitants/km².
Dels 2.125 habitatges en un 34,8% hi vivien nens de menys de 18 anys, en un 27,5% hi vivien parelles casades, en un 35,2% dones solteres, i en un 30,5% no eren unitats familiars. En el 26,8% dels habitatges hi vivien persones soles l'11,8% de les quals corresponia a persones de 65 anys o més que vivien soles. El nombre mitjà de persones vivint en cada habitatge era de 2,8 i el nombre mitjà de persones que vivien en cada família era de 3,38.
Per edats la població es repartia de la següent manera: un 33,5% tenia menys de 18 anys, un 9,2% entre 18 i 24, un 23,9% entre 25 i 44, un 20,1% de 45 a 60 i un 13,2% 65 anys o més.
L'edat mediana era de 31 anys. Per cada 100 dones de 18 o més anys hi havia 77,2 homes.
La renda mediana per habitatge era de 23.500 $ i la renda mediana per família de 27.310 $. Els homes tenien una renda mediana de 32.024 $ mentre que les dones 23.528 $. La renda per capita de la població era d'11.150 $. Aproximadament el 28,7% de les famílies i el 34,4% de la població estaven per davall del llindar de pobresa.

## Poblacions properes
El següent diagrama mostra les poblacions més properes.